# Cyperus plurinervosus
Cyperus plurinervosus là loài thực vật có hoa trong họ Cói. Loài này được Bodard mô tả khoa học đầu tiên năm 1952.